# Michael Wawrok
Michael Wawrok (* 25. April 1965 in Cottbus) ist ein ehemaliger deutscher Fußballspieler im Sturm. Er spielte für die BSG Energie Cottbus in der DDR-Oberliga.

## Karriere
Wawrok spielte in seiner Jugend von 1972 bis 1977 bei der BSG Energie Cottbus, 1977 beim BFC Dynamo und anschließend bis 1983 wieder bei BSG Energie. 1983 ging Wawrok zur BSG Lokomotive Cottbus, bis er 1985 erneut zur BSG Energie Cottbus wechselte, die in der zweitklassigen DDR-Liga spielte. Seinen ersten Einsatz hatte er am 18. August 1985 beim 0:2-Sieg gegen die BSG Stahl Eisenhüttenstadt. Insgesamt kam er in der Saison 1985/86 zu 33 Ligapartien, wobei er elfmal ein- und fünfmal ausgewechselt wurde. Mit acht Toren hatte er Anteil am Aufstieg in die Oberliga. Dort debütierte Wawrok am 28. Februar 1987, als er am 14. Spieltag beim 0:0-Unentschieden gegen den FC Karl-Marx-Stadt in der 77. Minute für Frank Lindemann eingewechselt wurde. Zu seinem zweiten und letzten Einsatz kam er zwei Spieltage später bei der 2:0-Niederlage gegen Rot-Weiß Erfurt ebenfalls nach Einwechslung für Lindemann. Nach der Saison wechselte Wawrok 1987 zum DDR-Ligisten BSG Aktivist Schwarze Pumpe. 1989 ging er noch für ein Jahr zur TSG Lübbenau 63 und beendete dort seine Karriere 1990.

## Aktuelles
Heute ist Wawrok Inhaber mehrerer Filialen der Sport-Einzelhandelskette Intersport, unter anderem in Cottbus, Berlin, Hoyerswerda und Frankfurt (Oder).